# Notiobiella dentata
Notiobiella dentata är en insektsart som beskrevs av Monserrat 1990. Notiobiella dentata ingår i släktet Notiobiella och familjen florsländor. Inga underarter finns listade i Catalogue of Life.